# Формули Герца
Фо́рмули Ге́рца — формули, що лежать в основі розрахунків на контактну міцність у розділі механіки контактної взаємодії в опору матеріалів. Вони знайшли застосування при проєктування багатьох механізмів і машин, зокрема зубчастих передач і підшипників кочення.
Зона контакту деталей машин характеризується контактними напруженнями. Розрізняють контакт у точці (дві кулі, куля і площина) і контакт по лінії (два циліндри з паралельними осями, циліндр і площина). В результаті деформування контактуючих тіл початковий точковий або лінійний контакт переходить у контакт по деякій малій площі.
Німецький вчений-фізик Генріх Герц (H. Herz, 1857—1894) є основоположником теорії контактних напружень, він, ґрунтуючись на допущенні про ідеальну пружність матеріалу, перший дав рішення проблем визначення контактних напружень і деформацій. У зв'язку з цим для позначення контактних напружень до символу напружень приписують індекс H.

## Точковий контакт

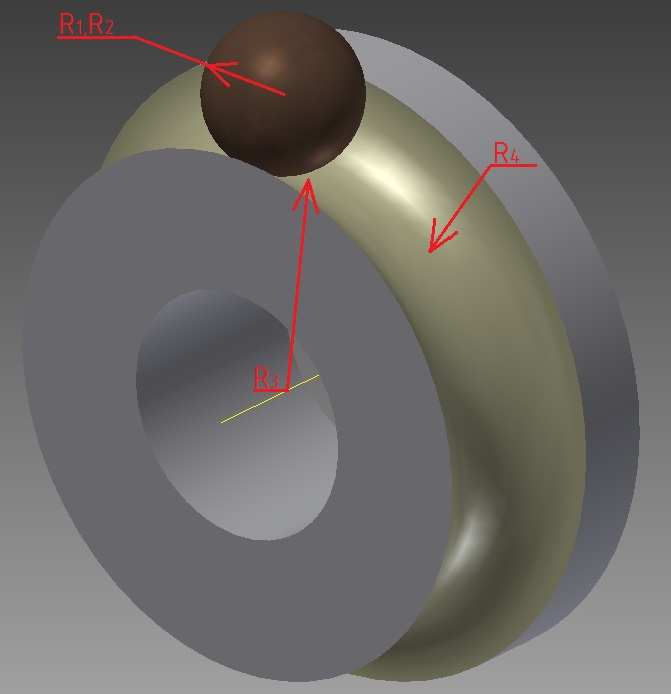
Приклад точкового контакту: внутрішнє кільце підшипника і тіло кочення (кулька)

При точковому контакті в зоні контакту найбільше контактне напруження визначається формулою:
де {\displaystyle m} — коефіцієнт, залежить від відношення {\displaystyle {\frac {A}{B}}:}
{\displaystyle {\frac {A}{B}}={\frac {{\frac {1}{R_{2}}}+{\frac {1}{R_{4}}}}{{\frac {1}{R_{1}}}+{\frac {1}{R_{3}}}}}<1};
{\displaystyle R_{1}}, {\displaystyle R_{2}} — головні радіуси кривини одного контактуючого тіла;
{\displaystyle R_{3}}, {\displaystyle R_{4}} — головні радіуси кривини другого контактуючого тіла;
Радіуси кривини вважаються додатними, якщо центри кривини розташовуються усередині тіла.
{\displaystyle F} — нормальна сила в контакті;
{\displaystyle E={\frac {2E_{1}E_{2}}{E_{1}+E_{2}}}} — приведений модуль Юнга, МПа;
{\displaystyle E_{1}}, {\displaystyle E_{2}} — модулі Юнга матеріалів деталей, що контактують;
{\displaystyle R} — приведений радіус кривини;
{\displaystyle {\frac {1}{R}}={\frac {1}{R_{2}}}+{\frac {1}{R_{4}}}} — приведена кривина в площині найщільнішого контакту.

## Лінійний контакт

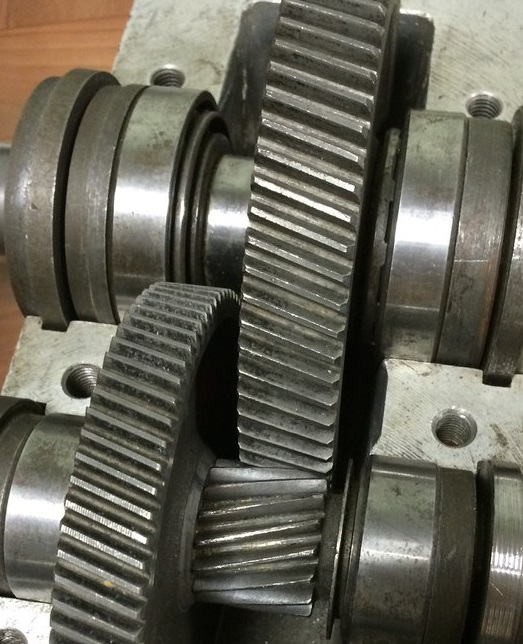
Приклад лінійного контакту: косозуба циліндрична передача

При лінійному контакті в зоні контакту найбільше контактне напруження визначається формулою:
де {\displaystyle l} — довжина лінії контакту, мм;
{\displaystyle {\frac {1}{R}}={\frac {1}{R_{1}}}+(-){\frac {1}{R_{2}}}} — приведений радіус кривини, де знак «+» — для зовнішнього, а «-» — для внутрішнього контакту поверхонь, 1/мм;
{\displaystyle F} — нормальна сила в контакті, Н;
{\displaystyle E={\frac {2E_{1}E_{2}}{E_{1}+E_{2}}}} — приведений модуль Юнга, МПа;
{\displaystyle E_{1}}, {\displaystyle E_{2}} — модулі Юнга матеріалів контактуючих деталей, МПа.